# Мостовий Артем Олександрович
Мостовий Артем Олександрович (5 жовтня 1983) — український футболіст, нападник, вихованець футбольного клубу СДЮШОР-ЗМІНА, надалі футбольний клуб ОБОЛОНЬ (Київ).